# Cosmo Haskard
Sir Cosmo Dugal Patrick Thomas Haskard, KCMG, MBE (* 25. November 1916 in Dublin; † 21. Februar 2017 bei Bantry, County Cork, Irland) war ein britischer Offizier der British Army und Kolonialbeamter, der zwischen 1964 und 1970 Gouverneur der Falklandinseln war.

## Leben
Haskard war der Sohn von Brigadegeneral John McDougall Haskard und dessen Ehefrau Alicia Isabella Hutchins und absolvierte ein Studium am Pembroke College der University of Cambridge. Während seines Studiums diente er als Kompaniefeldwebel im Universitätskontingent und wurde zum 1. April 1937 als Leutnant der Infanterie in das Offiziersausbildungskorps OTC (Officers’ Training Corps) übernommen. Nach einer Ausbildung am Royal Military College Sandhurst war er Offizier der Royal Irish Fusiliers und wurde während des Zweiten Weltkrieges zunächst in den kriegsbedingten Rang eines Hauptmanns (war-Substantive Captain) befördert, ehe er nach Kriegsende zum 1. Januar 1949 endgültig zum Hauptmann befördert wurde und ihm auch der Ehren-Rang eines Majors (Honorary Major) verliehen wurde. Er wurde ferner Mitglied des Order of the British Empire und war als Beamter des Kolonialverwaltungsdienstes (HM Colonial Service) Provinzialkommissar in Nyasaland. Als solcher wurde zum 1. Januar 1960 Companion des Order of St. Michael and St. George (CMG) ernannt.
Am 19. August 1964 wurde Haskard als Nachfolger von Edwin Porter Arrowsmith zum Gouverneur der Falklandinseln und Oberkommandierenden der dort stationierten britischen Truppen ernannt. Zugleich wurde er am 9. September 1964 zum Hohen Kommissar des Britischen Antarktis-Territoriums. zum 1. Januar 1965 wurde er zum Knight Commander des Order of St. Michael and St. George (KCMG) geschlagen und führte fortan den Namenszusatz „Sir“. Sein Nachfolger als Gouverneur der Falklandinseln wurde 1970 Ernest Gordon Lewis. Ihm zu Ehren benannte das UK Antarctic Place-Names Committee 1971 Haskard Highlands, einen Gebirgszug aus Gipfeln und Bergkämmen im ostantarktischen Coatsland. 
Er war mit Philida Stanley verheiratet, deren Vater Robert Christopher Stafford Stanley ebenfalls Kolonialbeamter und unter anderem Hoher Kommissar für den Westpazifik und Gouverneur der Salomonen war. Aus dieser Ehe ging sein Sohn Julian Dominic Haskard hervor.